# جسر بهمن شير عبادان
جسر بهمن‌ شير عبادان (بالفارسية: پل بهمنشیر آبادان) هو جسر تاريخي يعود إلى عصر الدولة البهلوية، ويقع في عبادان.